# Ђангмен
Ђангмен (江门) град је Кини у покрајини Гуангдонг. Према процени из 2009. у граду је живело 609.447 становника.

## Становништво
Према процени, у граду је 2009. живело 609.447 становника.
| 1990.   | 2000.   | 2009    |
| ------- | ------- | ------- |
| 284.935 | 437.340 | 609.447 |